# 무궁화호
무궁화호(無窮花號)는 한국철도공사의 여객 열차 등급 이름이다.

## 개요
1977년 새마을호와 특급(1984년부터 통일호)의 중간 등급으로 우등을 신설한 것이 시초며, 1984년 1월 1일부터 무궁화호로 개칭됐다.
무궁화호라는 이름 자체는 제1공화국 시절이었던 1960년에 처음 명명된 것이나 이는 현재의 무궁화호하고는 전혀 관계가 없다.
대표 색상은 빨간색이며 보조 색상은 파란색이다. 차량의 색상인 빨간색은 1977년 우등열차 신설 당시부터 2003년 최종 도입 당시까지 공통적으로 통용됐으며 1990년대와 2000년대 2회 도색 개정과 동시에 열차 외부의 디자인도 약간 바뀌었다.
보조 색상인 파란색은 차량의 외부 도색에서 볼 수 있으며, 원래는 보조색상이 노란색이었으나 2005년 철도청의 공사 전환 이후 모두 파란색으로 교체됐다.
1980년 우등형 전기 동차가 운행을 시작했는데, 당시 국산기술의 부족으로 일본기술의 차관으로 제작된 전력이 있다. 마찬가지로 1980년에 도입됐다. 우등형 디젤 동차가 새마을호에서 무궁화호로 격하되고, 1984년 우등형 디젤 액압 동차의 등장과 1986년부터 1987년까지 도입된 초기 유선형 새마을호 객차의 무궁화호 격하, 그리고 장대형 무궁화호 객차 도입과 함께 리즈시절에서 점점 밀려나다가 1998년에 EEC는 통일호로 격하됐다. 이외에도 1990년대부터 2000년대까지는 1969년부터 1982년까지 도입된 직각형 새마을호 객차가 무궁화호로 격하됐다.
또한 1990년대엔 구형 무궁화호 객차에 한해 개량 사업을 하였는데, 개량 사업으로 인해 기존의 수동문에서 자동문으로 개조되었고 일명 폭탄객차는 객실 대수선으로 객차내 좌석도 2×3배열에서 2×2배열 교체되긴 했지만, 당시 출입문 개량 사업에서 제외된 객차는 통일호로 격하됐다.
KTX가 개통되기 전까지는 특실이 편성됐으며 무궁화호의 장대열차 편성이 많았다. 이 당시에 무궁화호 야간열차는 1호차에 침대차를 편성했다.
7300호대, 7400호대 2대를 총괄제어하여 객차만 10량 이상으로써 편성된 장대 무궁화호가 주요 간선철도 노선들인 경부선, 호남선, 전라선에 자주 편성됐으나 KTX가 개통된 이후에 무궁화호 정기열차로는 장대 무궁화호가 사라졌다. 그러나 경부선 서울~부산 무궁화에 한하여 2010년대 후반까지 객차 8~10량 편성의 무궁화호 정기 여객편성이 있다.
다만 다시 한 번 열차 시간표가 개정된 2004년 7월 15일에는 전라선에 한정해 왕복 1편성이 7300호대, 7400호대 2대를 총괄제어하여 객차만 10량 이상인 장대 무궁화호가 다녔지만 2006년 11월 6일에 열차 시간표가 개정된 이후로는 다시 폐지되어 장대 무궁화호는 정기열차에서 더 이상 볼 수 없게 됐다.
설날이나 추석같은 명절날은 2007년 추석날까진 대수송기간 임시열차로 나왔으며 그 이후론 지금까지는 간간히 임시 관광열차에만 객차가 10량 이상의 무궁화호 장대열차가 나왔으나 차령 만료로 일부 객차가 폐차된 현재로서는 현존한 객차의 부족으로 더 이상 장대 편성하지 않고 있다.
또한 2004년 KTX가 개통되고 통일호가 폐지됨에 따라 무궁화호가 완행의 기능을 담당하게 됐다.
하지만 모든 열차가 각역정차는 아니며, 주요 노선에서는 열차마다 정차역을 달리한 선택정차를 하여 소요 시간은 떨어뜨리지 않으면서 최대한 많은 역에 정차하도록 운영되고 있다.
일반적으로 장거리를 운행한 열차의 경우 급행열차로, 주요역 정차/단거리를 운행하는 열차가 모든 역을 정차하는 완행열차로 편성되고 있다.
2004년 4월 1일부터 KTX 개통과 함께 CDC 디젤동차 운행구간을 제외한 모든 통일호 열차가 폐지되어 대부분 무궁화호로 승격됐다.
그리고 1986년부터 도입되어 새마을호로 운행했던 초기 유선형 새마을호 객차는 무궁화호로 격하됐다.
또한 무궁화호는 새마을호를 보완한 역할도 한다. 무궁화호는 KTX가 운행하기 전에는 전국을 연결한 가장 대중적인 열차이기도 했고, KTX의 등장 이후 이러한 기능 일부는 새마을호로 대체됐다.
무궁화호는 KTX나 새마을호가 정차하지 않는 역에도 정차하는 것이 일반적으로, KTX나 새마을호가 운행하지 않는 지역에서는 급행과 완행열차의 기능을 모두 가지기도 한다.
2009년에 우등형 전기 동차의 후속인 간선 전기 동차가 도입되어 무궁화호에 준하는 누리로라는 등급으로 경부선과 장항선 전철화 구간에서 운행을 시작했다.
2000년 비둘기호, 2004년 통일호, 2018년 새마을호의 연이은 퇴역으로 20세기 대한민국 철도청 시절부터 동고동락을 함께 했던 여객열차는 이제 무궁화호만 남아 있다.
현재 운행중인 무궁화호도 차량의 노후화로 인하여 내구연한이 도래되는 2028년 9월 하반기에 모두 퇴역을 앞두고 있으며, 2022년부터 다원시스에서 제조한 EMU-150이 무궁화호 대체 편성으로 도입되어 2023년 9월 1일부터 ITX-마음이라는 열차가 새로 등장하게 된다.
특실객차는 해태중공업 특실 객차, 대우중공업 새마을호 장대형 특실 객차, 대우중공업 특실 객차가 있었지만 이미 대우중공업 특실 객차는 노후화로 사라지고 2018년 말 특실이 폐지되면서 중앙선 및 영동선에서 일반실로 운영(1호차에 랜덤으로 배열)했다. 해태중공업 특실 객차는 2023년 12월에 운행을 종료하였고, 대우중공업 새마을호 장대형 특실 객차는 2024년 4월에 운행을 종료하였다.

## 운행 구간
2025년 4월 1일, 기준으로 무궁화호가 운행되는 구간은 다음과 같다.

### 현재 운행 구간

#### 경부선
- 1201~1218 (왕복 9회): 서울~부산[내용주 1]
- 1311~1322 (왕복 6회): 서울~대전[내용주 2]
- 1341~1344 (왕복 2회): 동대구~부산[내용주 3]
- 1351~1362 (왕복 6회): 대전~부산

#### 경전선
- 1901~1912 (왕복 6회): 동대구~진주[내용주 4]
- 1941~1946 (왕복 3회): 부전~순천
- 1951~1952 (왕복 1회): 부전~목포
- 1971~1976 (왕복 3회): 순천~광주송정

#### 호남선
- 1401~1404 (왕복 2회): 용산~목포
- 1421~1424 (왕복 2회): 용산~광주
- 1441~1444 (왕복 2회): 용산~익산
- 1461~1464 (왕복 2회): 서대전~광주
- 1469~1470, 1473 (왕복 1.5회): 익산~목포
- 1472 (편도 1회): 익산~광주
- 1474 (편도 1회): 목포~광주
- 1981~1982 (왕복 1회): 광주~목포

#### 전라선
- 1501~1508 (왕복 4회): 용산~여수엑스포
- 1531~1542 (왕복 6회): 익산~여수엑스포

#### 장항선
- 1551~1568 (왕복 9회): 용산~장항~익산

#### 대구선·동해선
- 1752, 1757 (왕복 1회): 동대구~포항
- 1762~1763 (왕복 1회): 포항~부전
- 1791~1796 (왕복 3회): 동대구~부전

#### 태백선·영동선
- 1631~1638 (왕복 4회): 청량리~제천~동해
- 1641~1642 (왕복 1회): 제천~동해
- 1671~1674 (왕복 2회): 동해~영주~동대구
- 1680~1683 (왕복 2회): 동해~영주

#### 충북선
- 1281~1282 (왕복 1회): 서울~청주~제천
- 1701~1716 (왕복 8회): 대전~제천
- 4301~4304 (왕복 2회): 동대구~대전~제천~영주(충북종단열차)

#### 경북선
- 1801~1810 (왕복 5회): 영주~김천

#### 교외선
- 2601~2619, 2602~2620 (왕복 20회): 대곡~의정부

### 과거 운행 구간
- 경부선: 부산 → 용산[내용주 5]
- 호남선: 용산 - 익산, 대전 - 광주, 용산 → 극락강[내용주 6]
- 장항선: 용산 - 장항 - 익산 - 서대전
- 경전선: 부전 - 마산, 마산 - 순천 → 진영
- 경북선: 서울 - 영주, 영주 - 부산, 동해 - 부산
- 경춘선 → 수도권 전철 경춘선으로 대체[내용주 7]
- 광주선 → 도시통근형 디젤 액압 동차로 대체[내용주 8]
- 중앙선: 영주 - 부전, 청량리 - 안동, 청량리 - 부전
- 영동선: 강릉 - 동해→누리로로 대체[내용주 9], 부전 - 동해
- 정선선: 청량리 - 아우라지, 제천 - 아우라지[내용주 10]
- 동해선: 경주 - 포항, 서울 - 부전, 서울 - 해운대, 구포 - 신해운대[내용주 11], 동대구 - 태화강, 포항 - 영덕, 태화강 - 포항
- 진해선: 마산 - 진해[3]

## 정차역
필수정차역은 굵은 글씨로 표현하였다.
- 경부선: 서울[4]-용산[5]-영등포-안양-수원-오산-서정리-평택-성환-천안-전의-조치원-부강-신탄진-대전-옥천-이원-지탄-심천-각계-영동-황간-추풍령-김천-구미-약목-왜관-신동-대구-동대구-경산-남성현-청도-상동-밀양-삼랑진-원동-물금-화명-구포-사상-부산

- 호남선: 서대전-계룡-연산-논산-강경-함열-익산-김제-신태인-정읍-백양사-장성-광주송정-나주-다시-함평-무안-몽탄-일로-임성리-목포

- 전라선: 익산-삼례-전주-임실-오수-남원-곡성-구례구-순천-여천-여수엑스포

- 충북선: 동대구-대전-신탄진-조치원-오송-청주-오근장-청주공항-증평-음성-주덕-충주-삼탄-봉양- 제천

- 경전선: 삼랑진-한림정-진영-진례-창원중앙-창원-마산-중리-함안-군북-반성-진주-완사-북천-횡천-하동-진상-광양-순천-벌교-조성-예당-득량-보성-명봉-이양-능주-효천-서광주-광주송정

- 영동선: 영주-봉화-춘양-임기-현동-분천-양원-승부-석포-철암-동백산-도계-신기-동해

- 태백선: 제천-쌍룡-영월-예미-민둥산-사북-고한-태백-동백산

- 장항선: 천안-아산-온양온천-도고온천-신례원-예산-삽교-홍성-광천-청소-대천-웅천-판교-서천-장항-군산-대야-익산

- 동해선: 부전-센텀-신해운대-기장-남창-태화강-북울산-경주-서경주-안강-포항

- 경북선: 김천-옥산-청리-상주-함창-점촌-용궁-개포-예천-영주

- 광주선: 광주송정-극락강-광주

- 대구선: 동대구-하양-영천

- 교외선: 대곡-원릉-일영-장흥-송추-의정부

- 경원선: 연천-신망리-대광리-신탄리-백마고지

## 차량
현재 운행되고 있는 무궁화호 열차는 모두 객차형 무궁화호로, 동차형은 2023년 12월 18일을 끝으로 모두 운행을 종료했다.

### 동차
무궁화호 열차 가운데 동차로 운행하였던 차량은 다음과 같다.
- 우등형 디젤 동차(DEC): 1979년~1999년
- 우등형 디젤 액압 동차(NDC): 1984년~2015년 6월
- 무궁화호 개조형 디젤 액압 동차(RDC): 1996년~2023년 12월 18일
- 우등형 전기 동차(EEC): 1980년~2000년 4월

### 객차
1열 4석의 좌석이 배열된 무궁화호 객차는 그 종류가 매우 다양하다. 1977년에 최초로 제작되었으며 2003년까지 생산됐다. 특실 전용 객차, PC방 객차, 장애인 객차, 바둑 객차, 유아 객차(놀이방 객차), 구형 카페객차,스넥카, 놀이방&스낵카 , 예식장 객차, 식당차 등이 존재하였다. 또한 무궁화호 객차의 연식에 따라 제조사도 4개사가 있으며 무궁화호 객차의 제조사엔 각각 탕엥산, 대우산, 한진산, 디자인리미트산이 존재한다. 무궁화호 객차의 연식별 종류로는 1980년대 초반까지 제작된 객차는 무궁화호 탕엥 객차, 원래 직각 새마을호였지만 훗날에 무궁화호로 격하된 직각 무궁화호 객차, 직각 새마을호와 똑같이 도입 당시엔 새마을호였지만 새로운 객차형 새마을호 장대형 객차와 새마을호 PP동차의 본격적인 도입으로 일부열차가 직각새마을호와 똑같이 무궁화호로 격하된 구특전 무궁화호객차, 1985년에서 1989년에 생산되어 대수선을 거친 무궁화호 대수선 객차, 1989년에서 1993년까지 생산된 무궁화호 2X3배열 좌석개조객차, 1994년에서 1996년까지 생산된 무궁화호 일반실 클래식 디자인형 객차, 1996년에서 1997년까지 생산된 무궁화호 나뭇결 초기형 객차, 1997년에서 1999년까지 생산된 나뭇결 후기형 객차, 2000년에서 2002년까지 생산된 디자인리미트사의 무궁화호 리미트 초기형객차와 무궁화호의 현재 최후반연식인 2003년에 제작된 디자인리미트사의 무궁화호 리미트 후기형 객차까지 한국철도의 열차등급들 중 가장 많은 열차종류를 가지고 있다.

#### 클래식객차
2025년 폐차 기준 존재한 제일 오래된 객차다. 무궁화호 객차로서는 최초로 자동 승강문이 장착됐으며, 객실과 통로 간 출입문의 창문 또한 종전의 투명 유리에서 반투명 유리로 변경됐다. 현재는 무궁화호 클래식 객차가 폐차되었다.

#### 나뭇결 초기형
외관은 클래식 객차와 비슷하나, 내부 인테리어가 일부 변경되었다. 제일 큰 차이점으로 내부 벽면에 나뭇결 시트지가 부착되었다. 이 객차가 나뭇결 객차로 불리는 이유 또한 이 나뭇결 시트지 때문이다. 선반의 테두리, 그러니까 좌석표가 부착되는 부분이 부식무늬가 입혀진 금속 재질에서 주황색으로 변경되었다.

#### 나뭇결 후기형
초기형에 비해 내부 인테리어가 많이 달라졌다. 내부 조명이 기존의 직접조명 방식에서 간접조명 방식으로 변경되었고, 객실 구석 좌석 (1, 3, 69, 71번 좌석)에 콘센트가 설치되었다. 창문 또한 초기형보다 가로로 넓어졌다.

#### 리미트 초기형
기존 객차에 비해 내부 인테리어가 확연히 달라졌다. 객실과 통로 사이를 오가는 문이 자동문으로 변경되었고, 객실과 통로 간 벽 또한 격벽에서 유리벽으로 변경되었다. 기존에 비해 출입문이 넓어졌다. 다만 출입문 갯수는 기존의 4개에서 2개로 줄었다. 냉방장치 위치가 상부에서 하부로 변경되었으나, 추후 심한 결함이 발생해 에어덕트를 삭부로 연장했고 가정용 벽걸이 에어컨이 추가적으로 설치되었다. 천장 또한 KTX-I과 유사하게 설계되었다. 선반은 기존의 금속 선반과 달리 푸른색 아크릴 선반이 장착되었다.

### 식당차와 카페객차
무궁화호의 경우 새마을호보다는 급이 낮은 열차로, 식당차를 모든 편성에 연결하지 못하였다. 경부선의 일부 열차와 호남선, 전라선의 식사 시간대 일부 열차, 중앙선과 태백선을 경유하던 청량리-동해간 우등형 전기 동차(EEC)에 연결되었다. 또한 유선형 새마을호의 무궁화호 특실 격하로 인한 연결도 있었다.
이후 식당차의 인력 관리 효율성 문제로 기존 식당차를 폐지하는 대신 2008년 2월 4일부터 장항선을 시작으로 카페 객차가 투입되었으며, 이후 경부선·호남선·전라선·경전선·경북선 등지로 확대되어 운행하기 시작하였다. 2009년 2월 23일부터 중앙선·태백선·영동선 등지에도 카페 객차가 운행되기 시작하였며, 같은 해 12월부터 충북선·호남선·경전선·영동선·동해남부선 등지를 운행하는 단거리 무궁화호에 미니카페가 투입되기 시작하였다. 무궁화호의 식당차는 기존의 일반 객차를 개조한 차량이 투입되며, 2001년 경 디자인리미트에서 새로 제작한 식당차는 레일크루즈 해랑으로 개조되었다.
2018년부터 가판대, 노래방, 테라피룸을 철거하고 자판기의 위치 조정, 콘센트 설치, 지하철·전철과 동일하게 장의자를 설치하는 등의 개조를 진행하고 있다. 단, 사업 추진 기간 중 3년 내 폐차 계획이 수립된 노후 차량은 개조 대상에서 제외되었다.

#### 카페객차운행 구간
현재 2025년 4월 1일을 기준으로 카페 객차가 투입되는 구간은 다음과 같다.
| 노선   | 구간              | 번호      |
| ------ | ----------------- | --------- |
| 경부선 | 서울 ~ 부산       | 1201~1218 |
| 경부선 | 서울 ~ 대전       | 1311~1322 |
| 경부선 | 대전 ~ 부산       | 1351~1362 |
| 호남선 | 용산 ~ 목포       | 1401~1404 |
| 전라선 | 용산 ~ 여수엑스포 | 1501~1508 |
| 장항선 | 용산 ~ 익산       | 1551~1568 |

#### 카페객차미운행 구간
2025년 4월 1일 기준으로 카페 객차가 운행되지 않은 구간은 다음과 같다. 판매 승무원이나 자판기가 없기 때문에 이 점 유의하여야 한다.
| 노선   | 구간          | 번호                                              |
| ------ | ------------- | ------------------------------------------------- |
| 충북선 | 동대구 ~ 영주 | 4301~4304                                         |
| 동해선 | 동대구 ~ 부전 | 1773~1774, 1777, 1779~1780, 1784, 1788, 1793~1795 |

## 차내 안내방송
일반적으로 무궁화호는 모든 열차에서 녹음된 안내방송을 재생하는 자동 안내방송과 승무원이 직접 실시하는 육성 안내방송을 혼합하여 시행하고 있으나, 중단거리를 주로 운행하였던 무궁화호 디젤 동차나 그 후속인 무궁화호로 개조된 통근형 디젤 동차에서는 자동 안내방송 장비를 탑재하지 않는다. 무궁화호 자동 안내방송은 한국어, 영어, 일본어, 중국어의 4개 언어로 실시해왔으나, 2006년부터 단계적으로 일본어·중국어 방송이 폐지되어 한국어·영어로만 안내하고 있다.
음악으로는 정차역 음악으로 «브란덴부르크 협주곡 제 4번 1악장 BWV1049 알레그로»가, 시종착역 음악으로는 «코레일 로고송 MR버전» 일부분이 재생된다.(2014년 5월 11일까지) 특히 출발역에서는 «Let it be» 가야금 연주곡, «Kiss the rain» 가야금 연주곡, «눈의 꽃» 가야금연주곡이 번갈아 재생되며, 종착역에서는 안내방송이 나온 후 «Let it be» 가야금 연주곡, 스티브 바라캇의 «Dreamers»의 일부이 재생되었으나 2013년 이후 시/종착역 안내방송, 정차역 안내방송을 제외한 나머지 음악은 송출되지 않는 상태였다. 2012년 7월경 이전에는 출발역에서는 코레일 사가의 기타 연주곡이 재생되었으며, 정차역 음악으로 코레일 사가 피아노 연주곡이, 종착역에서도 코레일 사가의 피아노 연주곡이 재생되었다. 2014년 5월 12일부터는 ITX 새마을이 개통되어 ITX 새마을과 같은 음원이 재생된다.출발시에는 ‘봄소나기’, 정차역 방송은 ‘어린달’, 마지막역은 ‘날자꾸나’이다. RDC 열차는 방송을 전체 여객전무가 수동으로 방송한다.

### 한국어 성우
- 2000년~2002년, 2004년~2006년: 미상
- 2002년~2004년: 이선
- 2006년 ~ 2010년 : 이윤정
- 2010년 ~ 2012년 7월 : 기계 합성음[내용주 12]
- 2012년 7월 ~ 2014년 5월 11일 : 조영미[내용주 13][내용주 14]
- 2014년 5월 12일~현재 : 조예신[내용주 15]
- 2021년 1월 5일~현재 : 기계 합성음[내용주 16]

### 영어 성우
- 2000년 ~ 2010년 : 브랜든
- 2010년 ~ 2012년 7월 : 기계 합성음
- 2012년 7월 ~ 2014년 5월 11일 : 브랜든
- 2014년 5월 12일 ~ 현재 : 리사 켈리[내용주 15]
- 2021년 12월 28일 ~ 현재: 기계 합성음

### 차내 음원
- 출발시 : 봄 소나기 (2014년 5월 12일 ~ 현재)
- 정차시 : 어린 달 (2014년 5월 12일 ~ 현재)
- 종착시 : 날자꾸나 (2014년 5월 12일 ~ 현재)

### 안내방송
- 출발 안내방송
  - 한국어: 우리 열차는 XX(으)로 가는 무궁화호 열차입니다. 열차가 곧 출발합니다. 가지고 계신 승차권을 확인해주시기 바랍니다. 고맙습니다.
  - 영어: Welcome aboard the Mugunghwa train departing for XX. The train will soon be departing. Please make sure you have the correct ticket for this train. Thank you.

- 정차 안내방송
  - 한국어: 우리 열차는 잠시 후 XX역에 도착합니다. 미리 준비해주시기 바랍니다. 고맙습니다.
  - 영어: We will soon be arriving at XX Station. Please make sure you have all your belongings with you when leaving the train. Thank you.

- 종착 안내방송
  - 한국어:우리 열차는 잠시후 마지막 역인 XX역에 도착합니다. 소지품을 두고 내리지 않도록 미리 준비하시기 바랍니다. 오늘도 코레일과 함께해주신 고객 여러분, 고맙습니다. 안녕히 가십시오.
  - 영어: We will soon be arriving at XX Station, the final destination of this train. Please make sure all you have belongings with you when leaving the train. Thanks you for traveling with KORAIL.

## 사진

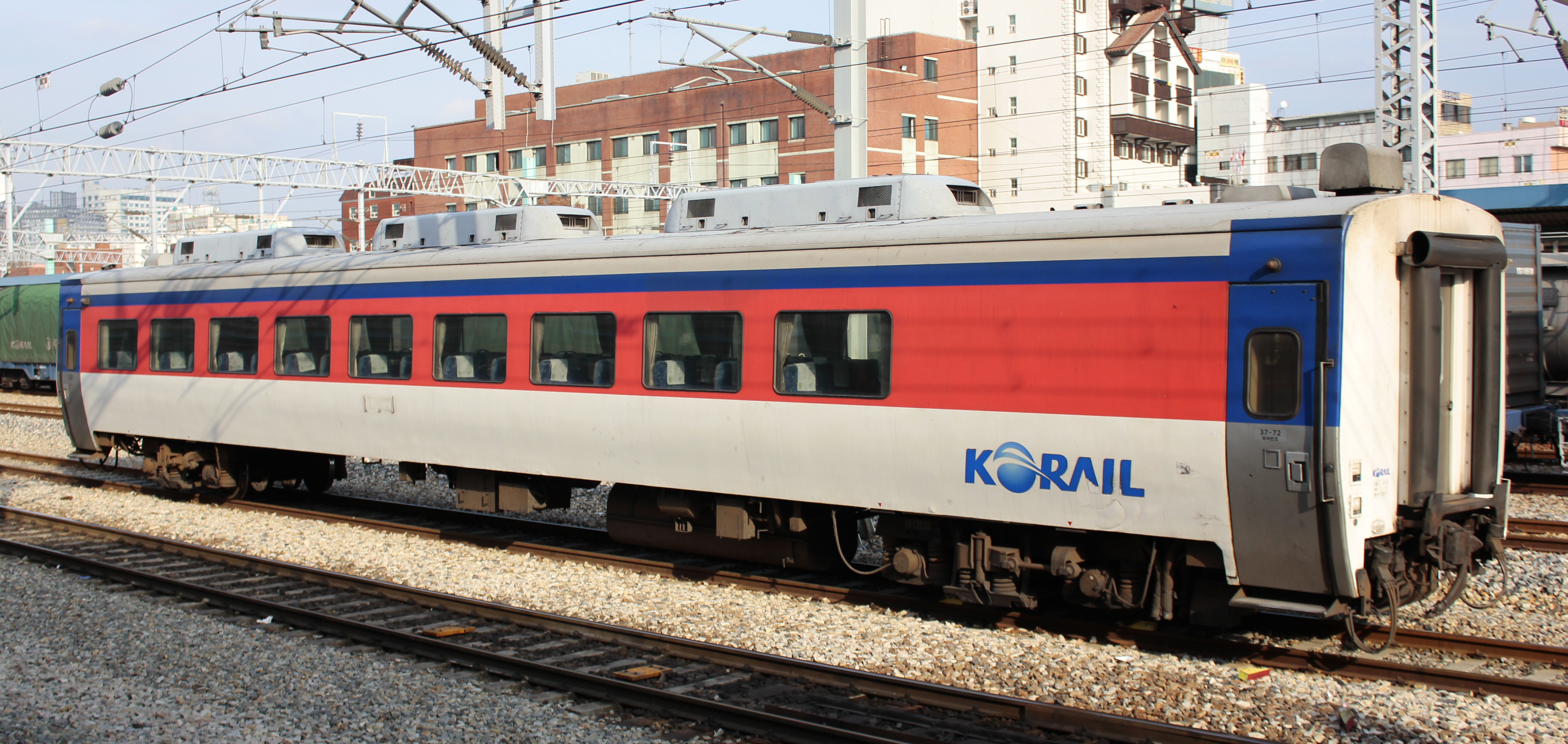
무궁화호 객차
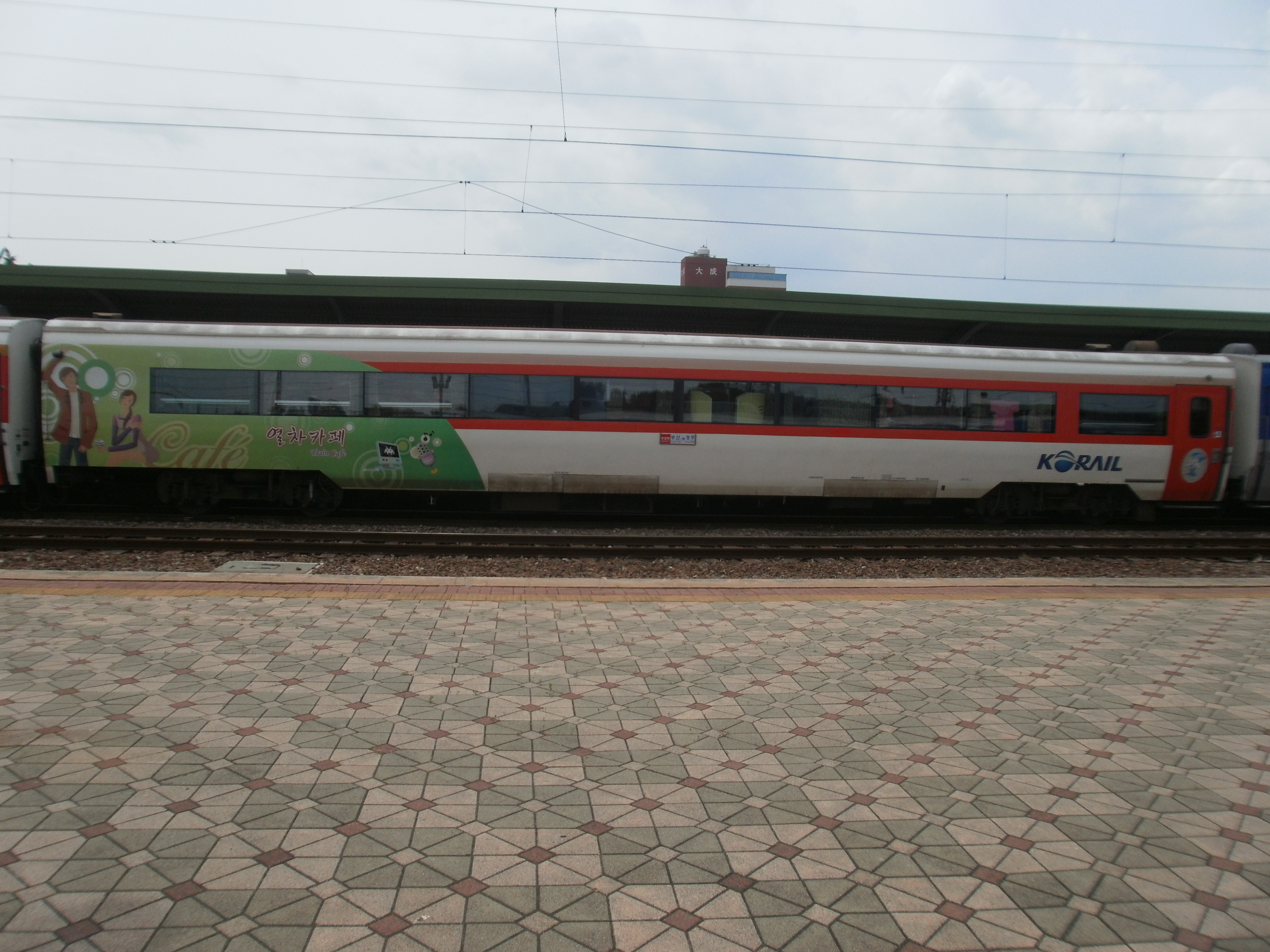
무궁화호 열차 카페
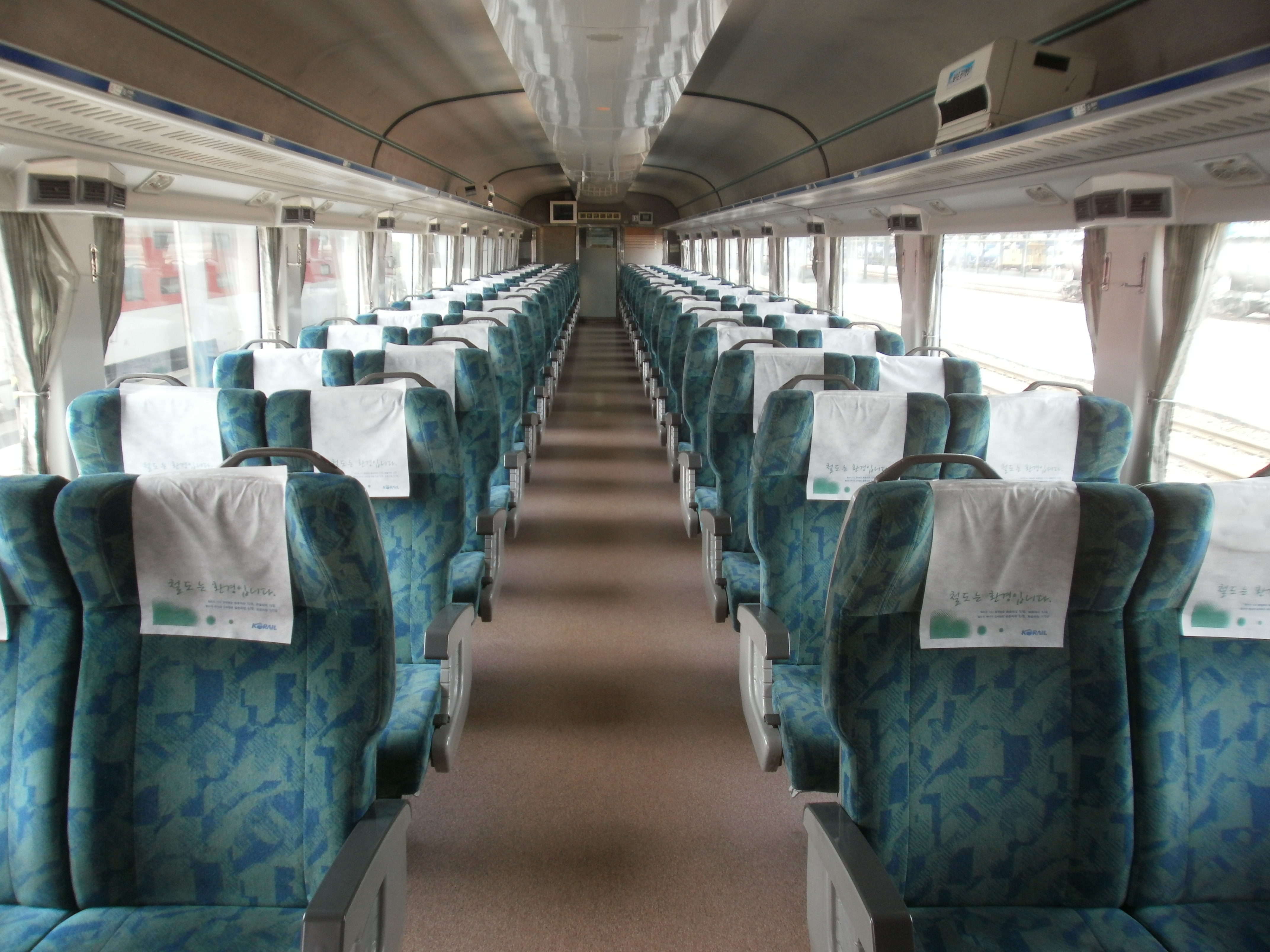
2003년형 무궁화호 객차 내부
서울발 순천행 열차 (2009년) (현재는 폐지)
1997년식 객실 내부
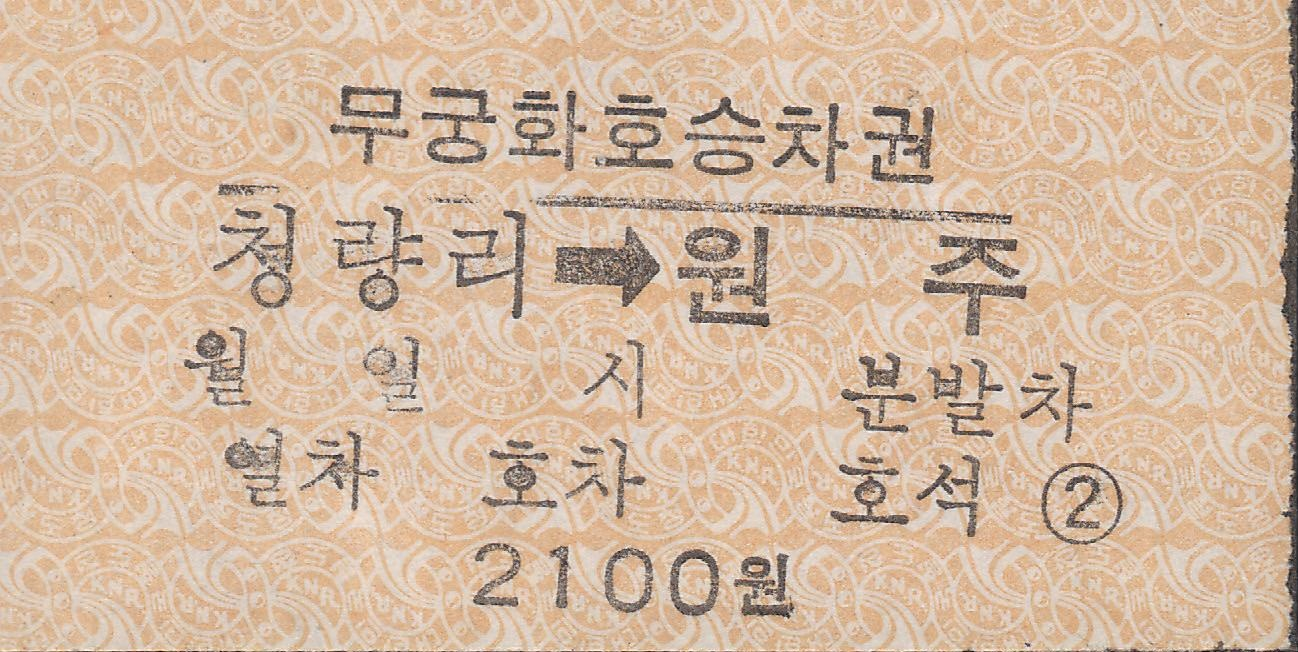
대한민국 철도청 시절의 무궁화호 승차권 (현재는 폐지)

## 같이 보기
- 누리로
- ITX-마음